# Minoische Siedlung von Apodoulou

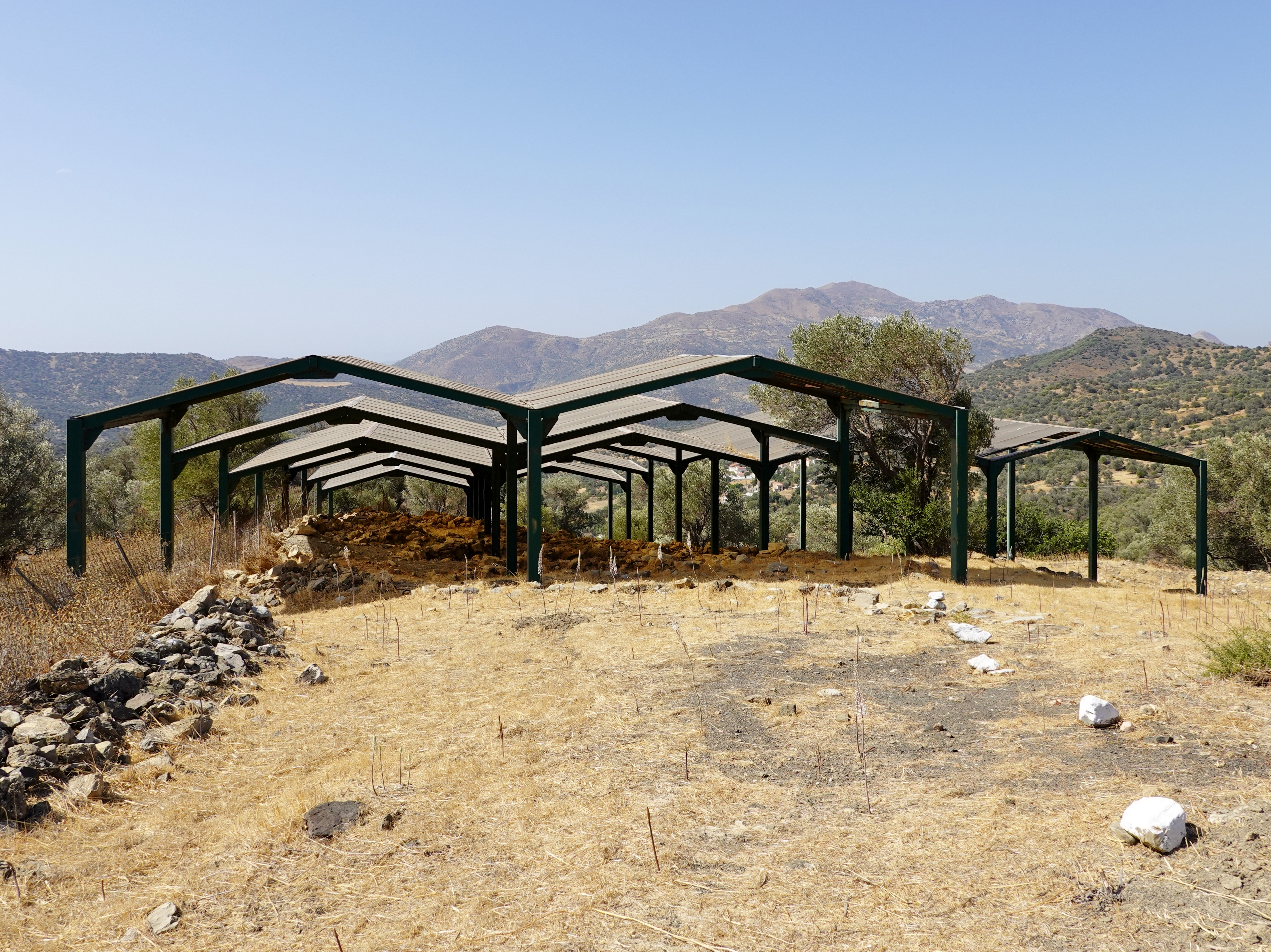
Überdachte Ausgrabungsstätte

Die minoische Siedlung von Apodoulou (griechisch Μινωικός Οικισμός του Αποδούλου Minoikos Ikismos tou Apodoulou) bezeichnet eine archäologische Ausgrabungsstätte nordwestlich der Ortschaft Apodoulou (Αποδούλου) im Amari-Becken auf der griechischen Insel Kreta. Sie wurde im Zeitraum von etwa 1950 bis 1600 v. Chr. der mittelminoischen Alt- und der beginnenden Neupalastzeit genutzt. Nach der Zerstörung durch ein Feuer am Ende der mittelminoischen Periode MM II um 1700 v. Chr. wurde die Siedlung, im Gegensatz zum neun Kilometer nordwestlich gelegenen palastartigen Komplex von Monastiraki, weiter bewohnt.

## Lage
Apodoulou befindet sich im Gemeindebezirk Kourites (Κουρίτες) der Gemeinde Amari (Αμάρι). Das Dorf liegt 14 Kilometer südöstlich des Gemeindesitzes Agia Fotini (Αγία Φωτεινή) und 33 Kilometer südöstlich von Rethymno, der Hauptstadt des Regionalbezirks Rethymno, zu dem die Gemeinde Amari gehört. Die naturräumliche Lage am südöstlichen Eingang zum Amari-Becken war für die Gründung der minoischen Siedlung möglicherweise von Bedeutung. Das fruchtbare, hügelige Tal zieht sich von Nordwest nach Südost zwischen den Gebirgszügen des Psiloritis (Ψηλορείτης; im Altertum Ida) im Nordosten und des Kedros (Όρος Κέδρος) im Südwesten. Das Amari-Becken wird von dem kleinen Fluss Platy (Πλατύ) bewässert, der 2,5 Kilometer westlich der Ausgrabungsstätte von Apodoulou nach Süden fließt und bei Agia Galini ins Libysche Meer, einen Teil des Mittelmeers, mündet. Die Reste der minoischen Siedlung liegen in 290 bis 300 Metern Höhe am südlichen Abhang des Hügels Gournes (Γούρνες) zwischen dem 1145 Meter hohen Kastelos (Κάστελος) im Osten und dem 513 Meter hohen Korfi (Κορφή) im Westen. Etwa 920 Meter östlich befindet sich das spätminoische Tholosgrab von Apodoulou. Die eingezäunte Ausgrabungsstätte ist vom 1,2 Kilometer entfernten Dorf Apodoulou über einen asphaltierten Weg nach Nordwesten zu erreichen.

## Ausgrabungen
In den 1930er Jahren führte Spyridon Marinatos, damaliger Direktor des archäologischen Museums in Iraklio, Umfragen im Amari-Becken durch, bei denen ihm 1933 bekannt wurde, dass ein Bauer einen Teil eines zylindrischen Steatitbechers mit einer zweizeiligen Aufschrift in der minoischen Linearschrift A bei Apodoulou gefunden hatte. Die Inschrift bestand aus neun Zeichen, von denen das erste der oberen und das zweite der unteren Zeile kaum belegt sind. Marinatos schloss aus der Wiederholung mindestens eines Zeichens in Libationsinschriften auf Tontäfelchen aus der Höhle von Psychro und dem Haus der Fresken in Knossos, dass es sich um eine Formel religiöser Natur handeln könnte.

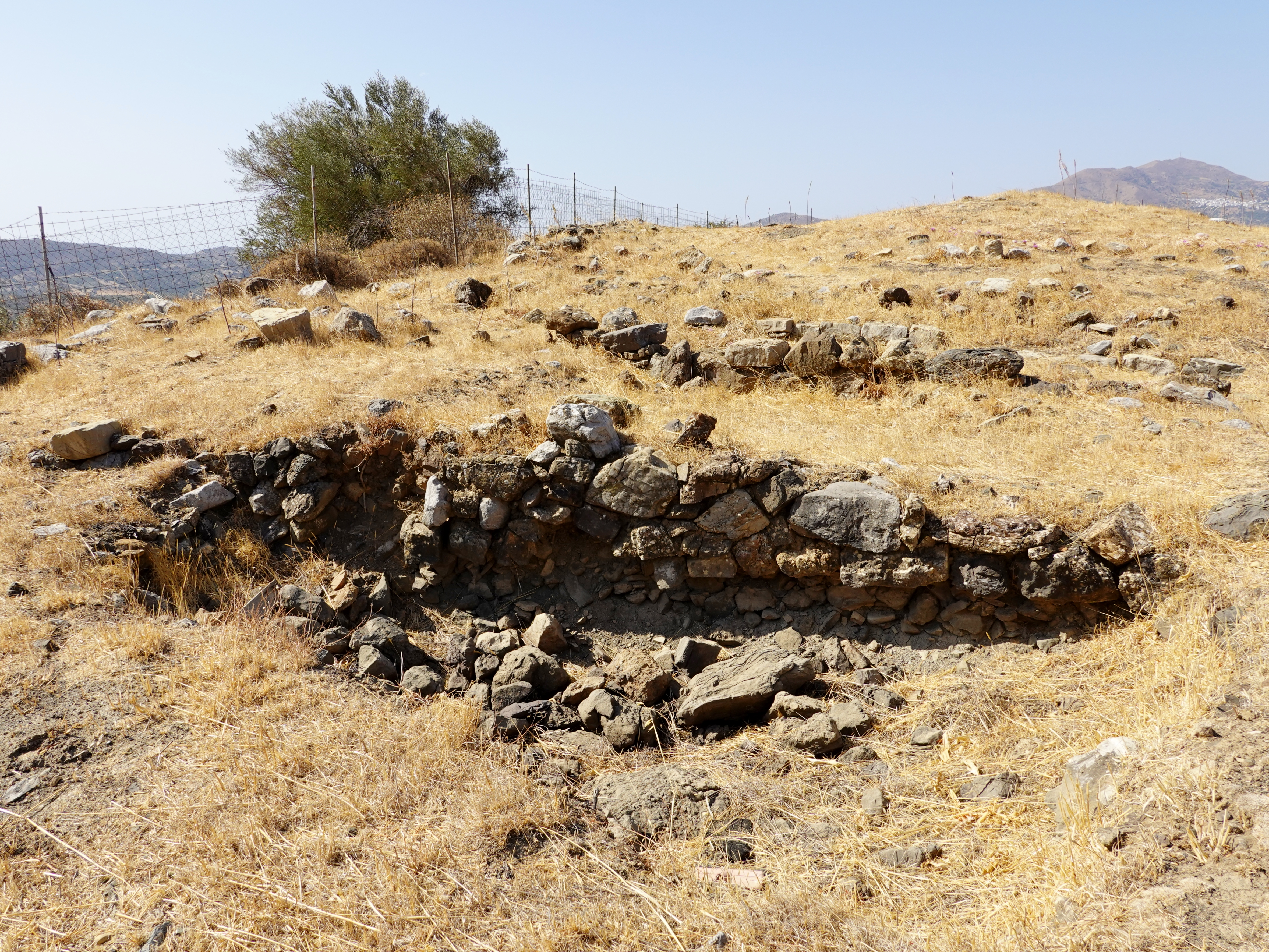
Mauerreste auf dem Hügel Gournes

Nach der Veröffentlichung des Fundes führte Marinatos 1934 an der beschriebenen Fundstelle auf dem Hügel Gournes eine Grabungskampagne durch. Er fand stark beschädigte Mauerreste eines Gebäudes vor, das er als „Villa“ bezeichnete und in die spätminoische Zeit datierte. Unter den Fundstücken befanden sich ein weiteres Teil des genannten Steatitbechers mit Linear-A-Zeichen, Fragmente verschiedener Tongefäße, einschließlich der eines Rhytons in Form eines Stierkopfes, eine goldene und eine bronzene kleine Labrys (Doppelaxt) sowie ein Trankopfertisch aus Stein, der ursprünglich aus zwei Teilen bestand und ebenfalls eine Inschrift in Linear A trug. Basierend auf dem Vergleich der Funde mit den religiösen Einrichtungen von Phaistos, das sich 14,7 Kilometer südöstlich der minoischen Siedlung von Apodoulou befindet, nahm Marinatos an, dass sich die „Villa“ von Apodoulou einschließlich des Tals von Amari unter der Kontrolle des Palastes von Phaistos befunden hatte. Aufgrund der Funde datierte er die Nutzung der Strukturen auf dem Hügel Gournes auf die letzte mittelminoische Periode MM III und ihre Zerstörung auf den Beginn der spätminoischen Periode (SM I A).
Nach der deutschen Besetzung Kretas während des Zweiten Weltkriegs wurden die Grabungen 1942 unter der Leitung von Ernst Kirsten für das Deutsche Archäologische Institut wieder aufgenommen. Man führte eine Reihe von Sondagen entlang der Südhänge des Gournes-Hügels durch. An elf Stellen wurden Strukturen aus mindestens zwei verschiedenen minoischen Perioden entdeckt. Zu den auf die mittelminoische Zeit datierten Funden zählen zahlreiche Pithoi und eine auf den Deckel einer Steinvase eingravierte Linear-A-Inschrift. Die architektonischen Strukturen wurden nach den Ausgrabungen mit Erde abgedeckt. Die Standorte der Sondagen sind heute unbekannt.

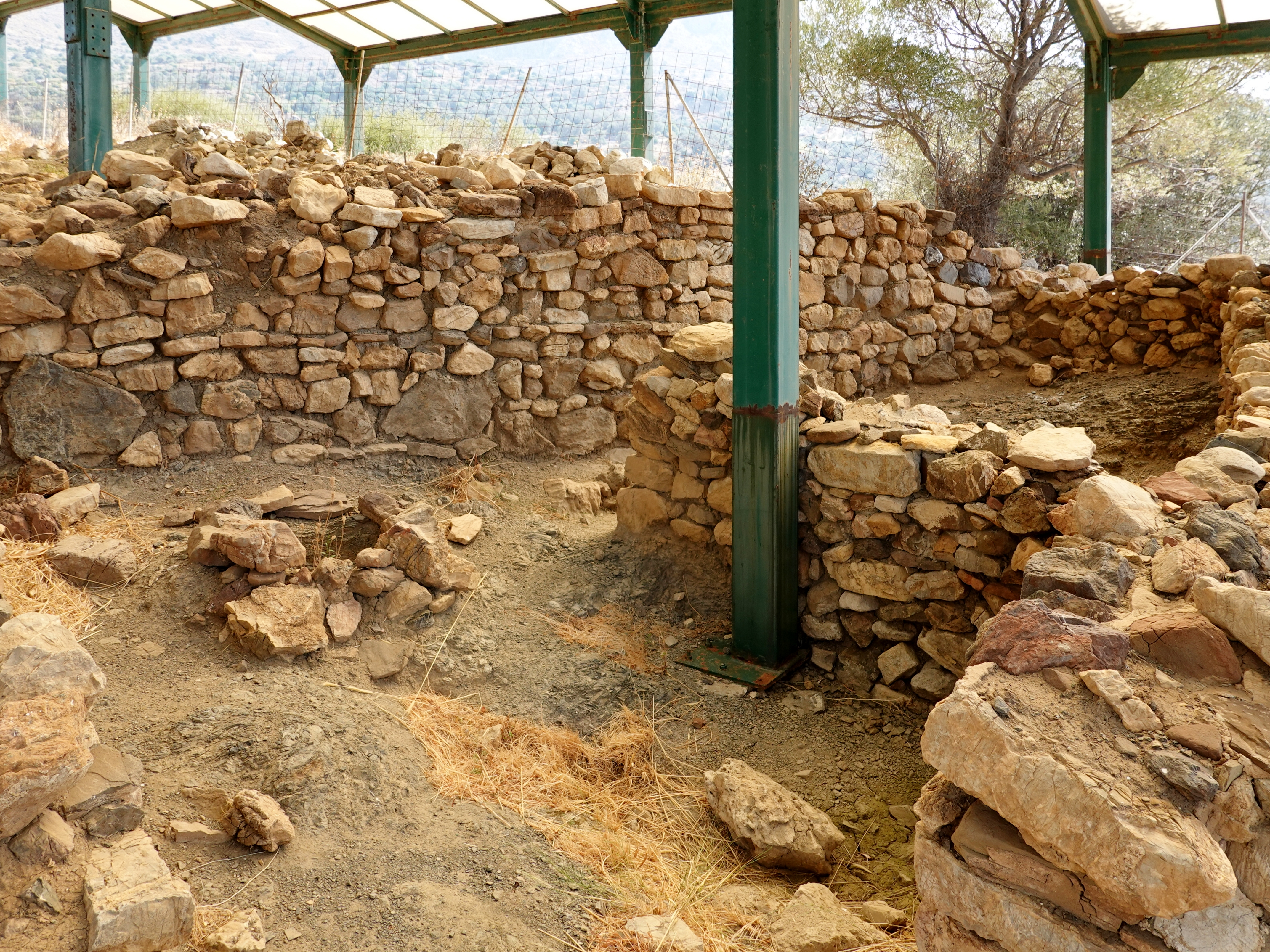
Räume 4 und 2 des Gebäudes Α

Bei den Ausgrabungen ab 1985 unter der Leitung von Louis Godart und Giannis Tzedakis wurden zunächst die Chronologie und die Funktion der Gebäude auf der Spitze des Hügels Gournes überprüft, die Spyridon Marinatos freigelegt hatte. Die Datierung architektonischer Strukturen in die Neupalastzeit wurde bestätigt. Zur Funktion griff man die Hypothese Marinatos’ eines Kultplatzes auf, da die wenigen neuen Funde keine andere Interpretation zuließen. Seit 1986 konzentrierten sich die Grabungskampagnen auf den südlichen Teil des Hügels. Es wurden die Überreste einer minoischen Siedlung entdeckt, deren Mauern an einigen Stellen bis zu einer Höhe von zwei Metern erhalten waren. Insbesondere die Berechnungen zur Kapazität der gefundenen Pithoi und anderen Gefäßen, die zur Konservierung und Lagerung von Olivenöl verwendet wurden und zu einem Ergebnis von etwa 3000 Litern führte, gaben Anlass für die Hypothese, dass die Siedlung ein landwirtschaftliches Verwaltungszentrum darstellte.
Der Bau der Siedlung begann wahrscheinlich in der mittelminoischen Periode MM I. Sie gründete sich jedoch auf frühminoischen Vorgängerbauten. In der mittelminoischen Zeit der Nutzung der Siedlung lassen sich mindestens zwei Änderungen in der Funktion erkennen. Sie werden abgeleitet aus Erweiterungen von Räumen, Veränderungen bei den Türen und in einigen Fällen das Abreißen eines Stockwerks. Die Grabungsleiter stellten die Hypothese auf, dass die Siedlung mindestens einmal durch einen Brand nach einem Erdbeben zerstört wurde. Sie schließen dies aus einer sichtbaren Verschiebung der Lagerwände in Bezug auf ihre Fundamente und Asche in der Einsturzschicht, die die Räume füllte. Durch den Vergleich der untersuchten Keramik, die dieser Zerstörungsschicht zugeschrieben wird, mit der der nächstgelegenen altpalastzeitlichen Siedlungen in Phaistos und Monastiraki kann die Zerstörung der Siedlung mit hoher Wahrscheinlichkeit auf das Ende der mittelminoischen Periode MM II um 1700 v. Chr. datiert werden.

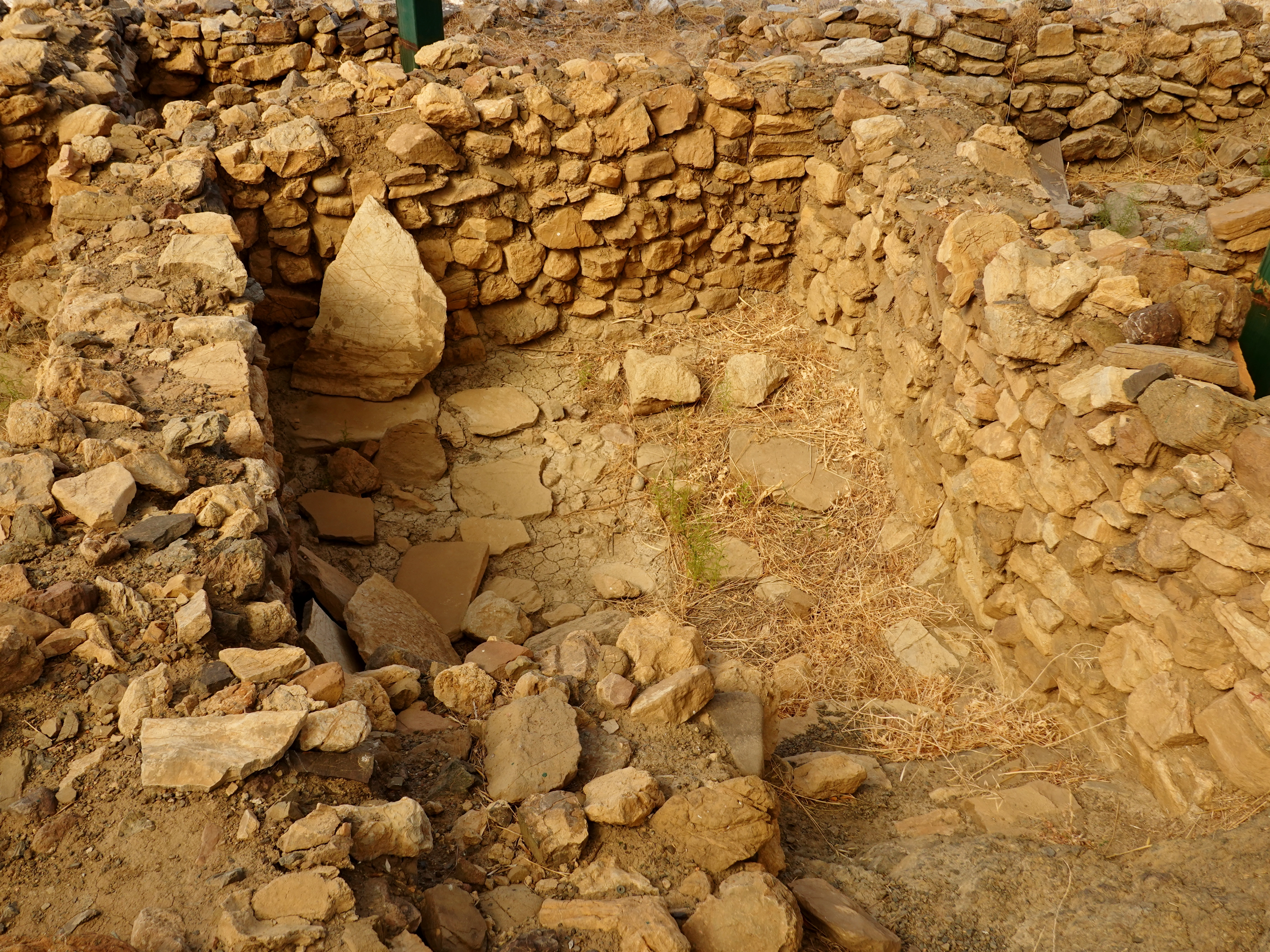
Raum 6 des Gebäudes Α

Nach der Brandkatastrophe scheint das Gelände jedoch nicht verlassen worden zu sein. Zusätzlich zu den Überresten der von Marinatos auf der Spitze des Hügels ausgegrabenen neupalastzeitlichen „Villa“ befindet sich ein noch nicht ausgegrabenes Gebäude auf der Südostseite des Hügels Gournes, dessen Bautechnik vorläufig ebenfalls der Zeit der „Villa“ zugerechnet wird. Bis 1998 hatte die Fläche der Ausgrabungen an den südöstlichen Hängen des Gournes eine Ausdehnung von ungefähr 625 m² an etwa 30 verschiedene Stellen. Sie werden in 5 Gebäudekomplexe unterteilt, wovon nur Gebäude Α vollständig ausgegraben wurde. Letzteres hat 16 Räume auf 220 m² und passt sich von der Form der Morphologie des Hügels an. Die Wände früherer Bauwerke, auf denen das Gebäude steht, wurden für die Befüllung der Terrassen des Hügels genutzt. Als Baumaterial für Wände und Böden verwendete man unverarbeitete unregelmäßige Steine aus der Umgebung.
Im Gegensatz zum flächenmäßig größeren Gebäude Α, das wohl einen Innenhof besaß, hatten die anderen Häuser eine durchschnittliche Grundfläche von 100 m² und bestanden größtenteils aus kleinen Räumen: türlose Räume (nur von oben zugänglich), Lagerhäuser, Werkstätten, Küchen, Räume mit Treppen und Wohnräume. Einige Gebäude, zumindest die Gebäude Α und Δ, hatten obere Stockwerke. Die Gebäudekomplexe waren durch enge Gassen getrennt, hingegen grenzten die Gebäuden Α und Δ direkt aneinander. Es gab eine gemeinsame Nordwestfassade an einer gepflasterten Straße. Dort führte zwischen den Blöcken Δ und Ζ ein Eingang über eine große Steinplatte, die als Schwelle diente, durch eine Begrenzungsmauer in die Siedlung. Die die Siedlung umfassende Mauer ist für eine kurze Länge im Nordosten und im südlichen Teil der Ausgrabungsstätte belegt.

## Gebäude und Funde

### Gebäude Alpha (Α)

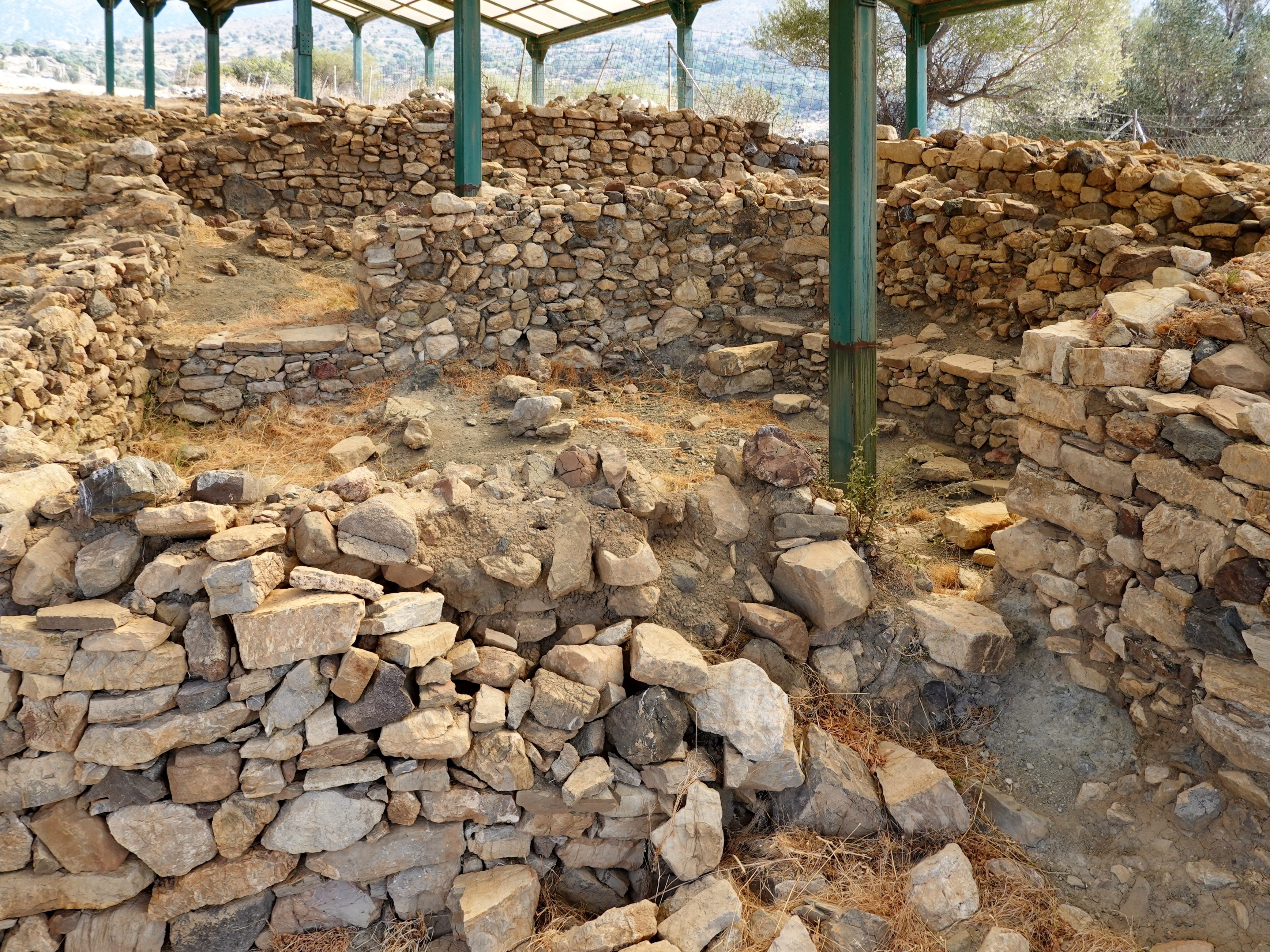
Gebäude Alpha (Α)

Das einzige vollständig ausgegrabene Gebäude Α hatte im Norden zwei separate Eingänge, einen für das Erdgeschoss und einen für das Obergeschoss. Das Vorhandenseins eines Treppenbereiches in Raum 9 gibt einen weiteren Hinweis für die Existenz eines Obergeschosses. Zudem befand sich östlich des Gebäudes ein doppeltes Abteil für die Aufnahme von Treppenstufen. Gebäude Α scheint zumindest teilweise ein terrassiertes Haus mit zwei Etagen und einem hypothetischen Innenhof (Raum 3) gewesen zu sein, der als Lichthof diente. Von der Funktion lassen sich unterschiedliche Wohnbereiche im Obergeschoss sowie Geschäfte und Werkstätten im Untergeschoss oder Keller unterscheiden. In einer früheren Phase scheint es eine größere Durchlässigkeit zwischen den Räumen gegeben zu haben. Später wurden mehrere Durchgänge oder Türen geschlossen. Dagegen hatten die Räume 6, 7, 8, 21 und 32 keine Durchgänge und waren nur von oben zugänglich, vermutlich mit Leitern oder über Holzpflöcke in den Wänden, die sich nicht erhalten haben. Der Grund für das spätere Schließen der Durchgänge dürfte eine mögliche Nutzungsänderung sein.

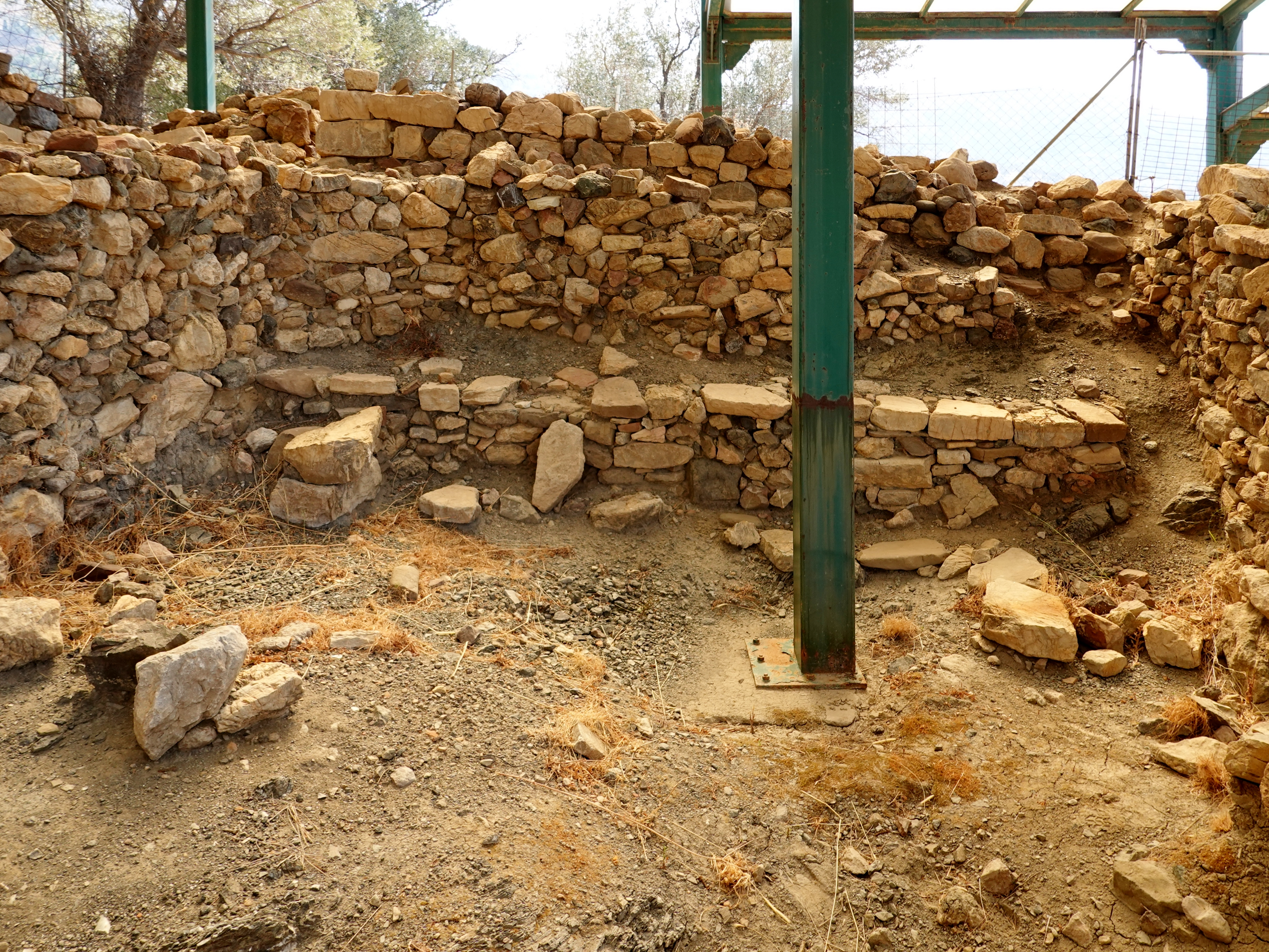
Raum 3 des Gebäudes Α

Im Gebäude Α wurden Hunderte von Pithoi und andere kleinere Vasen gefunden. In ihnen konnten Tausende Liter Olivenöl gelagert werden, die weit über die Bedürfnisse der lokalen Bevölkerung hinausgingen. Louis Godart ging davon aus, dass ein Großteil der Produktion für den Export bestimmt war, beispielsweise zum Palast von Phaistos, da in der Siedlung von Apodoulou identische Versiegelungen wie im dortigen Palast gefunden wurden. Im 28 m² großen Raum 3 (dem Lichthof?) standen einige der 16 dort gefundenen Pithoi auf einem gemauerten Podest an der Südostwand. Weiterhin fand man in dem teilweise gepflasterten Raum eine große Anzahl anderer Gefäße, Schleifsteine, Stößel und Abschnitte mit roter Beschichtung.
Raum 9, der vermutlich sowohl als Treppenhaus, als auch als Hauswirtschaftsraum diente, enthielt 116 Keramikgefäße, die ursprünglich in Holzregalen standen. In einigen dieser Gefäße wurden Spuren von Lebensmitteln gefunden, darunter Olivenöl, Fleisch von Ziegen, Schafen und Schweinen sowie Chemikalien, die aus dem alten Ägypten bekannt sind und zum Brauen von Bier verwendet wurden. Raum 8, wahrscheinlich eine Werkstatt, enthielt zahlreiche Steinwerkzeuge und Mörser sowie Tierhörner. Die Räume 2 und 4 wurden als Lager für Lebensmittel genutzt. Hier fanden sich Dutzende großer Pithoi und viele Gefäße anderer Art. Aus einem Raum oberhalb von Raum 4 waren zwei Hartton-Töpferscheiben, Fragmente von Rhyta und ein kleines Steinsiegel mitsamt Steinplatten des Obergeschosses nach unten gefallen. Im Boden gibt es einen künstlichen Hohlraum im Gestein, um den Steine im Halbkreis angeordnet sind, unter denen ein kleiner Kanal verlief. Hier wurde ein Bronzestift gefunden, der zur Entsperrung des Kanals gedient haben könnte. Außerdem fand sich in Raum 4 ein Herd mit einem dreibeinigen Topf. Raum 11 enthielt verschiedene Gefäße. Der mit ihm verbundene Raum 12 hatte aufgrund der Neigung des Felsens zwei Etagen, die durch sechs Stufen verbunden waren. Kohlenstoffstücke deuten auf das Vorhandensein einer Holzplattform. Raum 32 schließlich enthielt Mörser und ein Webstuhlgewicht.

### Gebäude Beta (Β)

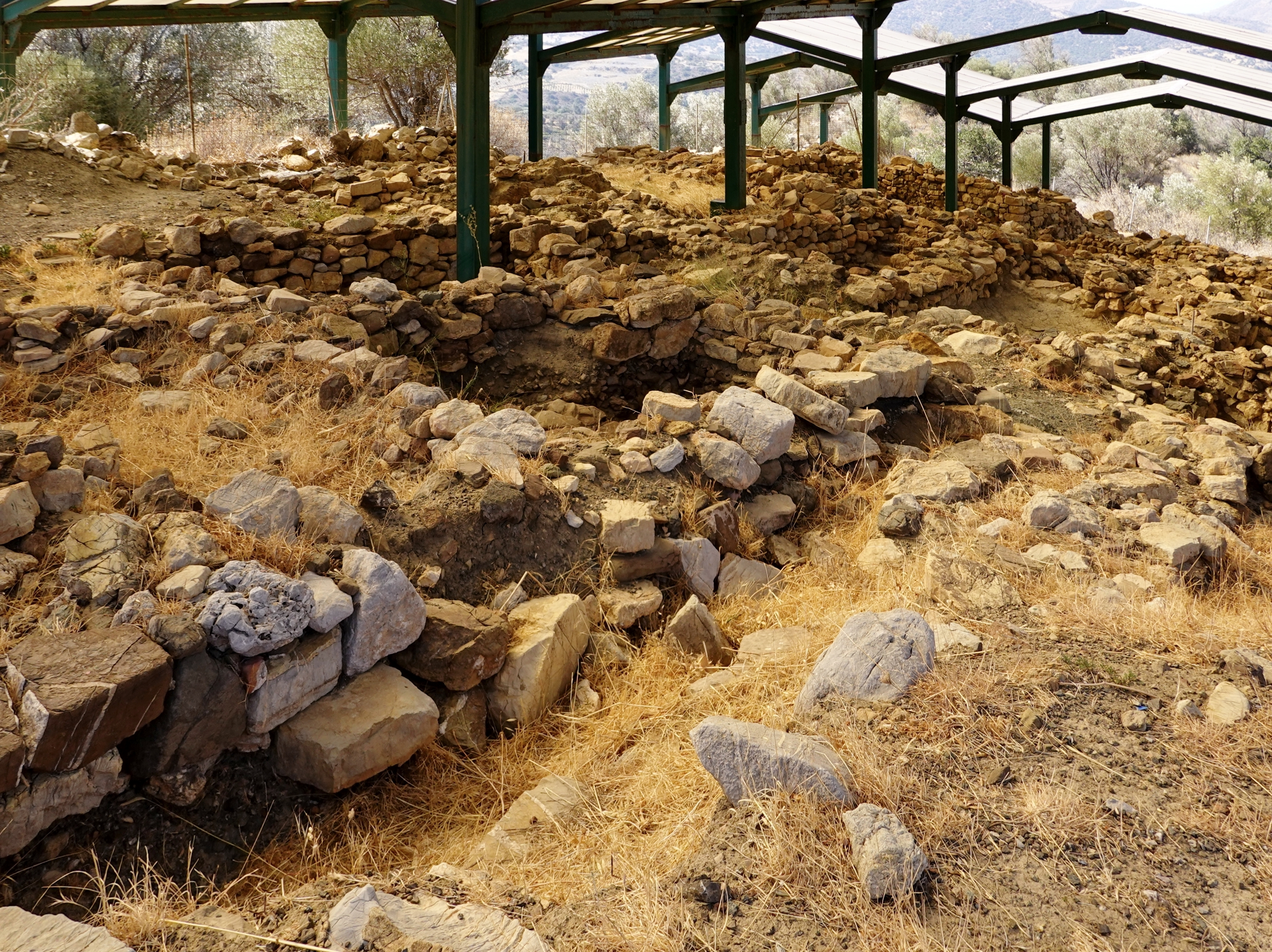
Gebäude Beta (Β)

Vom nordöstlich von Gebäude Α gelegenen, nur teilweise ausgegrabenen Gebäude Β wurden vier Räume freigelegt (Räume 14, 15, 20 und 20b). Es wird vermutet, dass es ein Obergeschoss hatte, da Fragmente großer Gefäße im oberen Bereich der Einsturzschicht gefunden wurden. Unter den Funden des Gebäudes befanden sich konische Becher, Fragmente von Steingefäßen, eine Reibe aus Bronze und eine Form zur Herstellung von Bronzeschwertern. Von Raum 15 wird vermutet, dass er sowohl die Funktion eines Lagers als auch einer Werkstatt hatte, da hier ein Pithos und ein kleines Bronzewerkzeug freigelegt wurden.

### Gebäude Gamma (Γ)

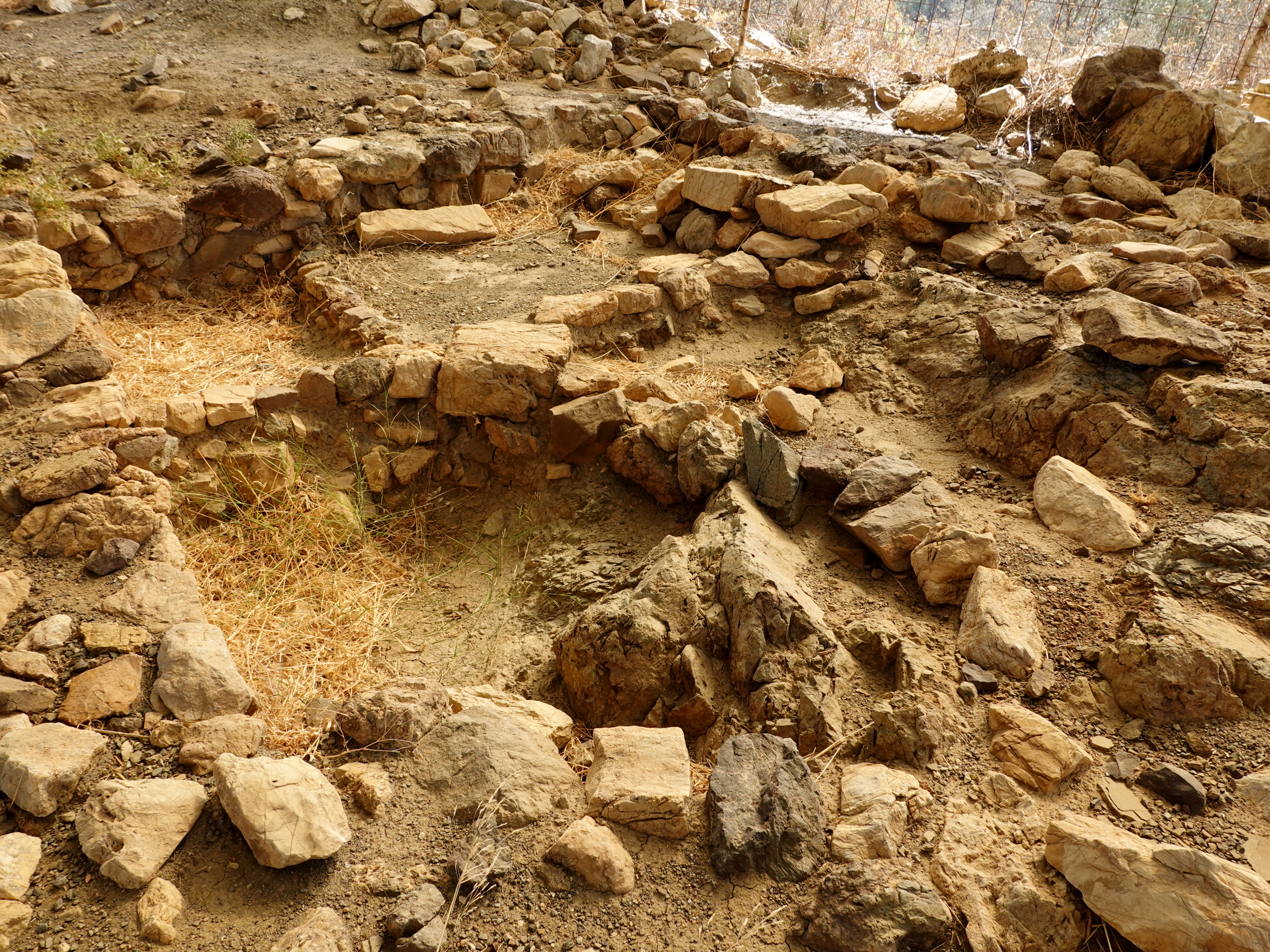
Gebäude Gamma (Γ)

Auch das östlich von Gebäude Α und südlich von Gebäude Β gelegene Gebäude Γ wurde nur teilweise ausgegraben. Der einzige freigelegte Raum (Raum 22) scheint eine Küche gewesen zu sein. Zu den Funden gehören eine konische Tasse, ein dreibeiniger Topf und ein mit Holzkohle und Knochen gefüllter Herd, auf dem zwei dreibeinige Töpfe in situ gefunden wurden. Analysen ergaben, dass Fragmente der dreibeinigen Töpfe Spuren verschiedener Pflanzen, Früchte und Blattgemüse enthielten.

### Gebäude Delta (Δ)

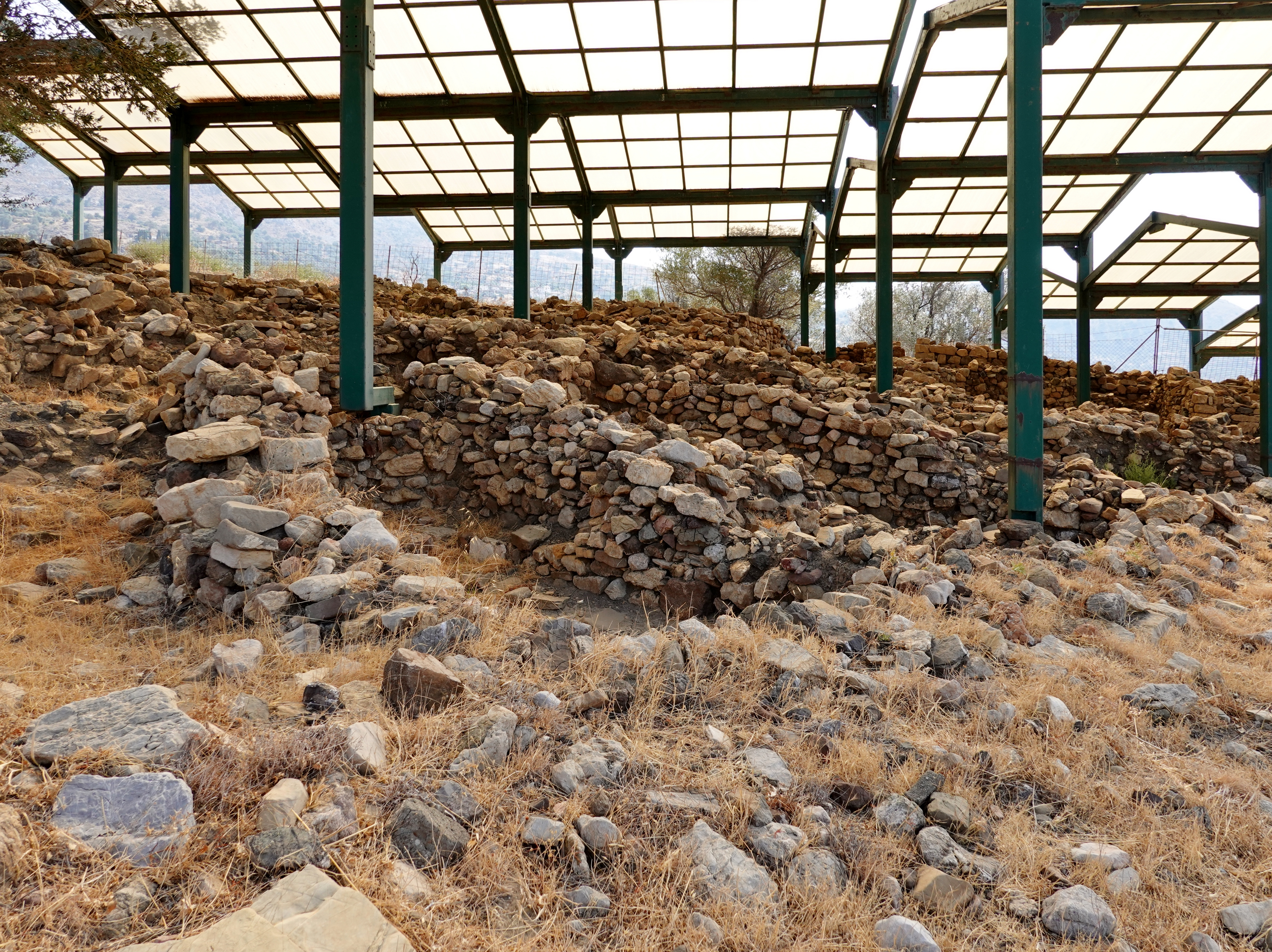
Gebäude Delta (Δ)

Das nicht vollständig ausgegrabene Gebäude Δ bildete eine einheitliche Struktur mit dem angrenzenden älteren Gebäude Α. Es hat eine Fläche von ungefähr 120 m². Da bisher keine sichtbare Öffnung nach außen gefunden wurde, besteht die Möglichkeit, dass sich der Zugang an einem bisher nicht freigelegten Abschnitt der Ostwand befand. Zwischen einigen Räumen (Räume 19, 27, 28, 34 und 40) bestanden keine Verbindungen, nur zwischen den Räumen 41 und 51 bestand ein Durchgang, der zu einem späteren Zeitpunkt geschlossen wurde. Es besteht die Möglichkeit, dass es sich um Kellerräume handelte, die von oben zugänglich waren. Das Obergeschoss könnte vom Weg östlich des Gebäudes betreten worden sein. Die Annahme wird durch Stufen gestützt, die in Raum 51 zu einem Obergeschoss führten.
In Raum 51 wurde eine Plattform direkt auf den Bodenfelsen gebaut, vielleicht weil es sich als zu schwierig erwies, den Fels am Boden zu entfernen, um die Fläche auszugleichen. Die Plattform wurde möglicherweise zur Lagerung von Gefäßen verwendet. In dem Raum fand man eine Reihe von Reiben und Schleifsteinen, die die Ausgräber dazu veranlassten anzunehmen, dass es sich um eine Werkstatt gehandelt haben könnte. Raum 28 des Gebäudes Δ enthielt eine Steinbank und eine Reihe von Steinfragmenten, von denen einige bearbeitet worden waren. Deshalb gingen die Ausgräber davon aus, dass dieser Raum eine Steinmetzwerkstatt gewesen sein könnte.

### Gebäude Digamma (Ϝ)

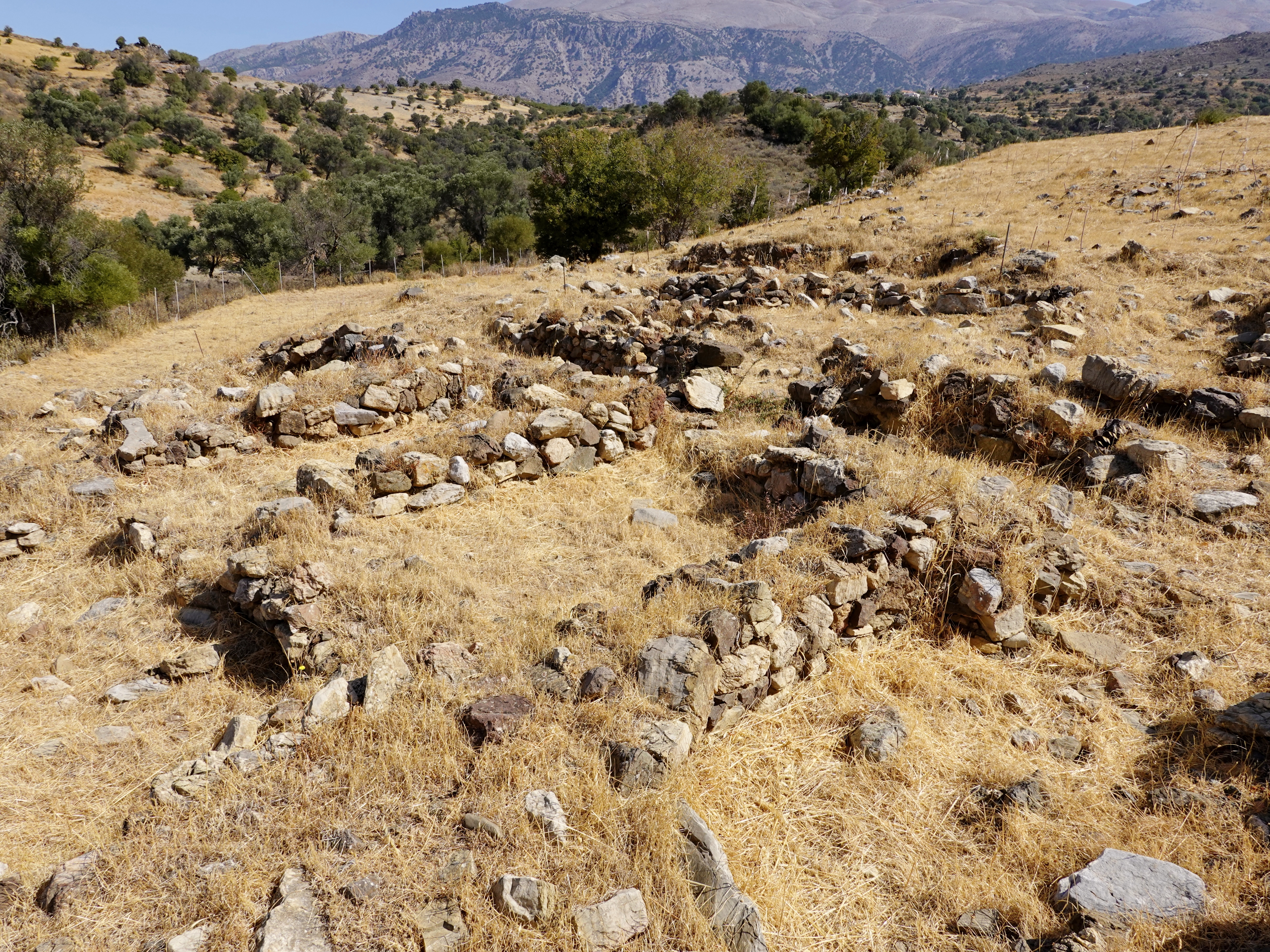
Gebäude Digamma (Ϝ)

Das Gebäude Ϝ ist an drei Seiten von Durchgängen umgeben. Die Südwand des Gebäudes bildete die Nordwand des Haupteingangs zur Siedlung, während sich im Westen die Umfassungsmauer und der Weg entlang der Westfassade des Gebäudes befanden. Das Gebäude Ϝ hat eine Grundfläche von etwa 62 m² und besteht aus sechs Räumen (Räume 36, 37, 38a und b, 46 und 47). Es scheint mindestens zwei verschiedene Nutzungsphasen gehabt zu haben, was sich in der Platzierung neuerer Wände über älteren und dem Schließen von Türen zeigt.
Anfangs hatten alle Räume auf der Ostseite des Gebäudes Durchgänge, die zu einem Weg hinausführten. Bis auf die Tür des Raumes 46, dessen Erdgeschoss niedriger als der Weg ist und daher über drei Stufen zugänglich war, wurden später alle Durchgänge geschlossen, so dass die Tür in Raum 46 der einzige Zugang von Osten blieb. Zu Raum 38 vermuten die Ausgräber einen Zugang von Westen. Raum 37 wurde auf zwei leicht unterschiedlichen Ebenen errichtet, die durch zwei Stufen verbunden waren. In der unteren Ebene wurde ein Herd gefunden. Zu den Fundstücken gehören die Basis eines kleinen zoomorphen Idols aus Knochen, ein Fragment eines Pithos und eine Siegelform mit einem geometrischen Muster aus der Altpalastzeit. Aus den Funden konnte keine Nutzungsfunktion der Räume erschlossen werden.